# Таджики в Казахстане
Таджики являются 13-м по численности народом Казахстана. 
По переписи населения Казахстана 2021 года таджиков в стране было 49 827 человек
Таджики относятся к быстрорастущим этносам республики. Типологически распадаются на две различные по происхождению и давности проживания группы: сельские таджики-«автохтоны» компактно проживают на юге ЮКО, а новые волны таджикских трудовых мигрантов прибывают в основном в крупные города республики.

## Расселение
Их численность и доля имеют тенденцию к быстрому повышению. Крупнейшим местом концентрации таджиков является Туркестанская область республики, где проживают 33 530 таджиков (2014 год, оценка), составляющих 1,3 % населения области. Традиционно компактным местом проживания таджиков в этой области является Сарыагашский район, где их доля превышает 5 % всего населения. Не менее 5—7 тыс. таджиков компактно проживают в примыкающих друг к другу селах Бостандык и Ынтымак, также в соседнем селе Енкес. В Мактааральском районе Туркестанской области проживает около 24 тыс. таджиков, составляющих свыше 8 % его населения. В ауле Гулистан близ города Жетысай Махтааральского района этнические таджики составляют 98 % населения.
Остальные таджики дисперсно расселены по территории республики. Эти группы в основной своей массе являются беженцами из Таджикистана периода гражданской войны начала 90-х годов (4—5 тыс. человек) или же недавними трудовыми мигрантами. Около 2,5 тыс. таджиков проживают в Алматы (по данным последней официальной переписи населения 2009 года). По неофициальным данным в южной столице живут и работают до 15 тыс. лиц с паспортами республики Таджикистан, не все из которых, впрочем, являются этническими таджиками. В 2016 году в Казахстан официально прибыло 12,4 тысячи таджикских трудовых мигрантов.

## Динамика численности
- 7666 (1926)
- 11 229 (1936)
- 8075 (1959)
- 7166 (1970)
- 19 293 (1979)
- 25 514 (1989)
- 25 657 (1999)
- 36 277 (2009)
- 42 143 (2014)
- 49 827 (2021)[1]

## История
История таджикской диаспоры на территории современного Казахстанa началась относительно недавно. В 1920-х и 1930-х годах советская власть перевозила сюда несколько тысяч таджикских рабочих с семьями в надежде поднять местное оросительное земледелие. Климат Сарыагаша вполне подошёл таджикским переселенцам: это одно из самых солнечных и теплых мест Казахстана. Прибывавшие таджики расселялись на заболоченных, ранее не освоенных колхозных угодьях, которые за несколько десятилетий были ими превращены в сады и огороды. Сегодня Сарыагаш известен своими полями и теплицами огурцов и помидоров. Работают в этих теплицах до сих пор преимущественно лица таджикской национальности. Но некоторые таджики преуспели и в крупном бизнесе: так значительный вклад в ВВП республики вносят известные зерновые компании «Асыл Арман» Миразиза Усманова и компания Толиба Санакулова, из Костанайской области.

## Образование
Родной язык сарыагашские таджики сохраняют благодаря сети таджикских общеобразовательных школ, основанных в советское время. В Мактааральском районе Туркестанской области действуют две полностью таджикоязычные школы, где директора и учащиеся — таджики, а также несколько школ со смешанным языком обучения. В ауле Гулистан близ города Жетысай Мактааральского района, где этнические таджики составляют 98 % населения, действует таджикская школа имени Мирзо Турсун-заде. Впрочем, за годы независимости республики Казахстан, чисто таджикских школ в Туркестанской области почти не осталось: все они стали или находятся в процессе трансформации либо в узбекско-таджикскиe, либо в казахско-таджикские. С 2013 года Министерство образования Казахстана начало выделять деньги для издания новых учебников с 1-го по 11-й класс для таджикских школ республики. До этого учебники заказывались из Согдийской области Таджикистана.

## Проблемы
Основной проблемой местной таджикской диаспоры, равно как и всех азиатских групп населения Туркестанской области, является сохранение высоких темпов естественного воспроизводства населения при острой нехватке земельных ресурсов. 5 февраля 2015 около 18:00 по местному времени в селе Ынтымак впервые произошёл межэтнический конфликт между 200 представителями таджикской национальности и 250—300 этническими казахами. Поводом к нему стало убийство в ночь на 4 февраля 2015 г. недалеко от поселка Бостандык жителя соседнего села Ынтымак Б. Артыкова, 1985 года рождения.